# Treffléan
Treffléan (tiếng Breton: Trevlean) là một xã ở tỉnh Morbihan trong vùng Bretagne tây bắc Pháp. Xã này có diện tích 18,26 km², dân số năm 1999 là 1445 người. Khu vực này có độ cao từ 20-45 mét trên mực nước biển.
Cư dân của Treffléan danh xưng trong tiếng Pháp là Treffléanais.